# Sertãozinho Futebol Clube
Il Sertãozinho Futebol Clube, noto anche semplicemente come Sertãozinho, è una società calcistica brasiliana con sede nella città di Sertãozinho, nello stato di San Paolo.

## Storia
Il 6 agosto 1944, il club fu fondato da un gruppo di sportivi. Il primo presidente del Sertãozinho fu Enéas Sílvio Bordin.
Tra il 1944 e il 1969, il club disputò solo competizioni amatoriali, come la Liga Ribeirãopretana de Futebol (campionato di calcio di Ribeirão Preto) negli anni 1950. A quel tempo, il più grande rivale del Sertãozinho era il Mogiana.
Nel 1963, il club chiuse la sua sezione calcistica. Nel 1969 fu riaperta la sezione calcistica, utilizzando principalmente giocatori del São Paulinho Futebol Clube.
Nel 1971, il Sertãozinho vinse il suo primo titolo, la terza divisione del Campionato Paulista, battendo il Rio Claro in finale. Il club fu così promosso nella seconda divisione statale dell'anno successivo.
Nel 2004, il club vinse di nuovo la terza divisione del Campionato Paulista, battendo il Mirassol per 3-0 in finale.
Nel 2007, il Sertãozinho ha partecipato per la prima volta alla massima serie statale. La sua prima partita fu contro il San Paolo, allo stadio Frederico Dalmaso. Il San Paolo ha vinto 3-1.

## Palmarès

### Competizioni statali
- Campeonato Paulista Série A3: 4

1971, 2004, 2016, 2025